# Юдин, Степан Анатольевич
Степа́н Анато́льевич Ю́дин (род. 3 апреля 1980) — российский легкоатлет, специалист по спортивной ходьбе. Выступал за сборную России по лёгкой атлетике в первой половине 2000-х годов, чемпион Универсиады в Тэгу, победитель Кубков мира и Европы в командном зачёте, серебряный призёр молодёжного чемпионата Европы, победитель и призёр первенств всероссийского значения. Представлял Свердловскую область и Мордовию.

## Биография
Родился 3 апреля 1980 года.
Занимался спортивной ходьбой под руководством тренеров Е. Л. Киселёвой, С. В. Никитина, В. М. Чёгина.
Впервые заявил о себе на международном уровне в сезоне 2001 года, когда вошёл в состав российской национальной сборной и выступил на молодёжном европейском первенстве в Амстердаме, где в программе ходьбы на 20 км стал серебряным призёром, уступив только испанцу Хуану Мануэлю Молине.
В 2002 году одержал победу в дисциплине 35 км на зимнем чемпионате России в Адлере, выиграл бронзовую медаль в дисциплине 50 км на летнем чемпионате России в Чебоксарах. На Кубке мира в Турине занял пятое место в личном зачёте 50 км, выиграв вместе с соотечественниками командный зачёт.
В 2003 году получил серебро на зимнем чемпионате России в Адлере. На домашнем Кубке Европы в Чебоксарах финишировал шестым в личном зачёте и выиграл командный зачёт. Будучи студентом, представлял страну на Универсиаде в Тэгу — с результатом 1:23:34 превзошёл всех соперников в ходьбе на 20 км и завоевал золотую награду.
На Кубке мира 2004 года в Наумбурге сошёл с дистанции, при этом российские ходоки всё равно победили в командном зачёте.
На Кубке Европы 2005 года в Мишкольце в ходьбе на 20 км финишировал пятым и тем самым помог соотечественникам выиграть командный зачёт. На Универсиаде в Измире в той же дисциплине показал результат 1:28:40, расположившись в итоговом протоколе соревнований на восьмой строке.
В 2006 году в ходьбе на 20 км взял бронзу на зимнем чемпионате России в Адлере, тогда как на Кубке мира в Ла-Корунье не финишировал.